# فريسة (فلم)
فريسة هو فيلم ألماني أصدر عام 2021، كتبه وأخرجه توماس سيبن. الفيلم من بطولة دافيد كروس وهانو كوفلر و ماريا إريش . تم إصدار الفيلم من قبل نتفليكس في تاريخ 10 سبتمبر عام 2021.  

## طاقم الممثلين
- دافيد كروس - روماني
- هانو كوفلر - ألبرت
- ماريا إريش - إيفا
- روبرت فينستر - بيتر
- يونغ نجو - فنسنت
- كلاوس شتاينباخر - ستيفان
- ليفيا ماتيس - ليزا
- نيلي تالباخ - جيني

## روابط خارجية
- مقالات تستعمل روابط فنية بلا صلة مع ويكي بيانات